# Новосавицьке (Кропивницький район)
Новоса́вицьке — село в Україні, у Долинській міській громаді Кропивницького району Кіровоградської області. Населення становить 216 осіб.

## Географія
Селом тече річка Грузька.

## Населення
Згідно з переписом УРСР 1989 року чисельність наявного населення села становила 295 осіб, з яких 133 чоловіки та 162 жінки.
За переписом населення України 2001 року в селі мешкало 216 осіб.

### Мова
Розподіл населення за рідною мовою за даними перепису 2001 року:
| Мова       | Відсоток |
| ---------- | -------- |
| українська | 98,15 %  |
| російська  | 1,39 %   |
| молдовська | 0,46 %   |